# Jan Brlica (starszy)

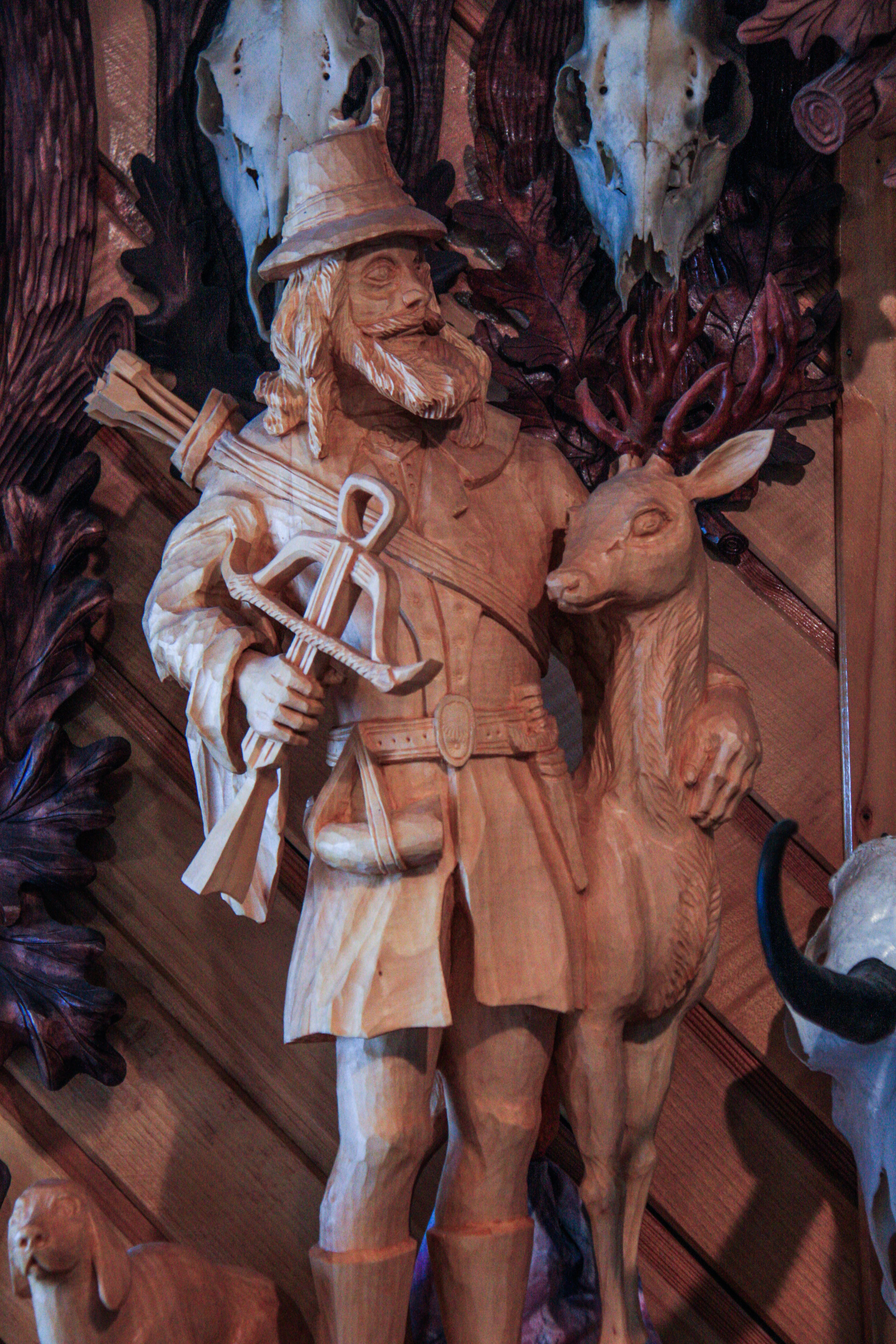
Postać świętego Huberta - patrona myśliwych i leśników

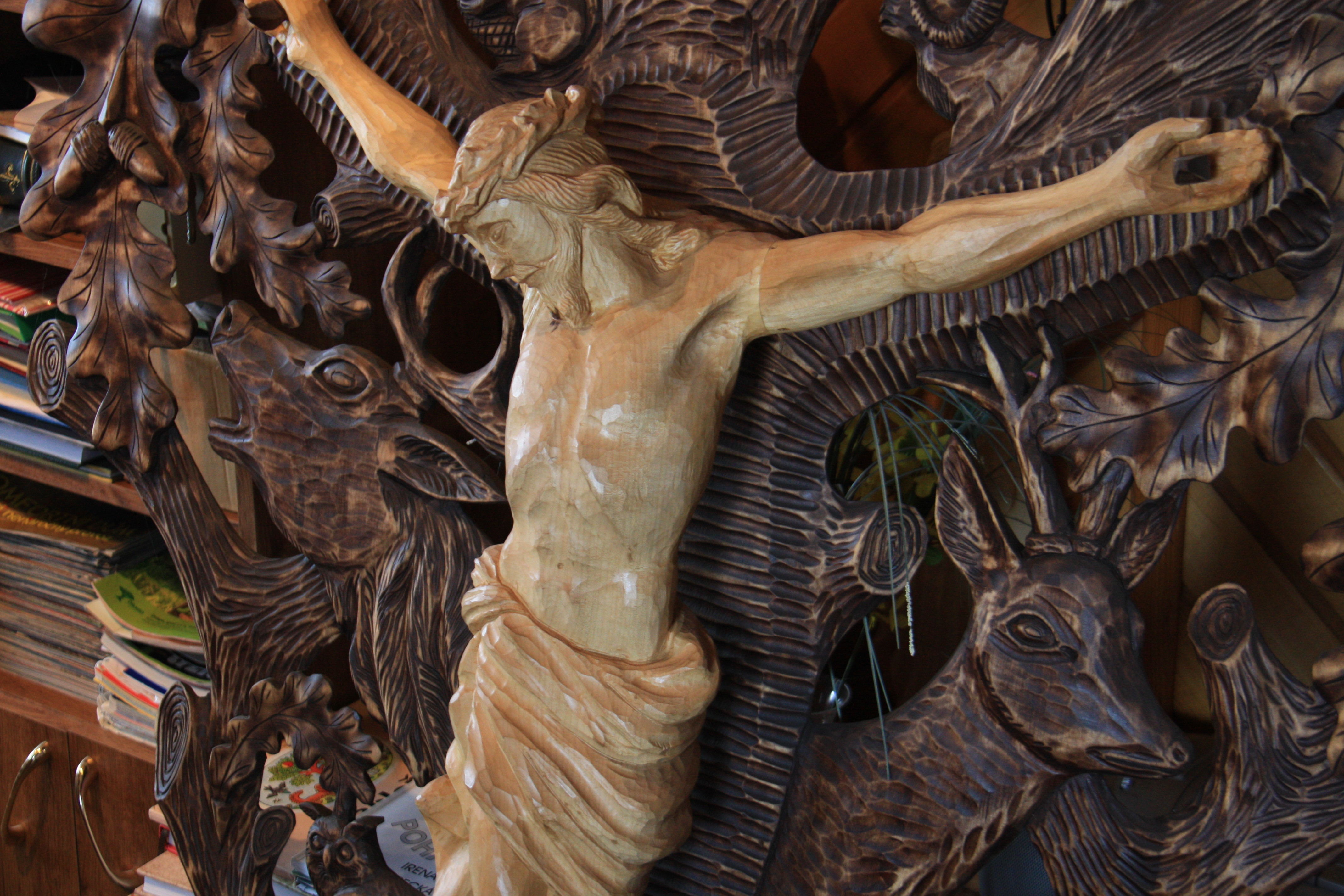
Jezus na krzyżu

Jan Brlica (ur. 1952, Francova Lhota) – leśnik i rzeźbiarz z morawskiej Wołoszczyzny. Rzeźbą zajął się już we wczesnym dzieciństwie. Od 1993 roku jest zawodowym rzeźbiarzem. 

## Życie
Jan Brlica urodził się w 1952 roku w miejscowości Francova Lhota w gminie Bílá Voda (Czechy, region Olomouc, powiat Jeseník). Pochodzi ze starego rodu, który zajmował się leśnictwem i myślistwem. Miłość do lasu i drewna towarzyszyła mu przez całe życie, a pierwsze figurki rzeźbił już w dzieciństwie. Fakt, iż nie został przyjęty na Akademię Sztuk Pięknych, ze względu dużą liczbę kandydatów i ograniczoną liczbę miejsc na kierunku, przyczynił się do wyrobienia indywidualnego stylu, który kształtował się bez wpływów zewnętrznych. Dziś jest także zaangażowany w tradycyjne rzemiosło i produkcję gontu.      

## Twórczość
Twórczość rzeźbiarza charakteryzuje się różnorodnością stylu i treści.   
Jako leśnik i myśliwy przedstawia w rzeźbach i drewnianych reliefach sceny z polowań i krajobrazy. Rzeźbi reliefy, zegary, kartusze myśliwskie, które stanowią dekorację wnętrz domów leśników i myśliwych. Drewno jest najważniejszym materiałem, w którym artysta odwzorowuje własne obserwacje na temat wołoskiego krajobrazu, tworzy również dynamiczne sceny ukazujące zwykłych ludzi przy pracy. Ponadto rzeźby Jana Brlicy starszego przedstawiają świętych i patronów, pogańskich bogów, mityczne stworzenia. Wiele z nich jest umieszczonych w kościołach, kaplicach, na publicznych skwerach itp.  
Prace jego autorstwa znajdują się poza granicami gminy, regionu, a nawet kraju. Jego najważniejszym dziełem jest płaskorzeźba Jana Sarkandra, która została przekazana papieżowi Janowi Pawłowi II podczas wizyty w Ołomuńcu. Największe prace w dorobku artysty to indiańskie totemy i łodzie. Realizował je wspólnie z synem Janem Brlicą młodszym dla Ogrodu Zoologicznego w Brnie.           
Do wykonywania rzeźb przeznaczonych do ekspozycji na zewnątrz, przez co narażonych na oddziaływanie zmiennych warunków atmosferycznych, rzeźbiarz wykorzystuje drewno twardsze i bardziej odporne np. dąb lub drzewa owocowe. W mniejszych pracach wykorzystuje, łatwo poddającą się obróbce, lipę.
Jego prace biorą udział w wystawach muzealnych.